# Mistrzostwa Świata w Kajakarstwie 1990
23. Mistrzostwa świata w kajakarstwie odbyły się w dniach 22–26 sierpnia 1990 w Poznaniu.
Rozegrano 17 konkurencji męskich i 5 kobiecych. Mężczyźni startowali w kanadyjkach jedynkach (C-1), dwójkach (C-2) i czwórkach (C-4) oraz w kajakach jedynkach (K-1), dwójkach (K-2) i czwórkach (K-4), zaś kobiety w kajakach jedynkach, dwójkach i czwórkach. Liczba i rodzaj konkurencji nie zmieniły się od poprzednich mistrzostw.
Pierwsze miejsce w klasyfikacji medalowej wywalczyli reprezentanci Związku Radzieckiego.

## Medaliści

### Mężczyźni

#### Kanadyjki
| Konkurencja: | Złoto:                                                                     | Rezultat | Srebro:                                                                   | Rezultat | Brąz:                                                                         | Rezultat |
| C-1 500 m    | Michał Śliwiński                                                           | 1:55,95  | Thomas Zereske                                                            | 1:56,14  | Nikołaj Buchałow                                                              | 1:57,01  |
| C-1 1000 m   | Ivans Klementjevs                                                          | 4:01,06  | György Zala                                                               | 4:02,15  | Thomas Zereske                                                                | 4:02,23  |
| C-1 10 000 m | Zsolt Bohács                                                               | 48:48,24 | Jan Bartůněk                                                              | 48:49,39 | Ivans Klementjevs                                                             | 48:50,10 |
| C-2 500 m    | ZSRR · Wiktar Raniejski · Nicolae Juravschi                                | 1:46,01  | NRD · Ulrich Papke · Ingo Spelly                                          | 1:47,24  | Węgry · Attila Pálizs · György Zala                                           | 1:48,26  |
| C-2 1000 m   | NRD · Ulrich Papke · Ingo Spelly                                           | 3:38,45  | Rumunia · Vasile Lehaci · Gheorghe Andriev                                | 3:40,14  | ZSRR · Jurij Hurin · Aleksandr Gramowicz                                      | 3:40,22  |
| C-2 10 000 m | Dania · Arne Nielsson · Christian Frederiksen                              | 43:04,38 | Rumunia · Vasile Lehaci · Gheorghe Andriev                                | 44:02,77 | ZSRR · Wiktor Dobrotworski · Andrij Bałabanow                                 | 44:05,59 |
| C-4 500 m    | ZSRR · Wiktar Raniejski · Nicolae Juravschi · Jurij Hurin · Wałerij Weszko | 1:37,00  | Węgry · Ervin Hoffmann · Attila Szabó · Zsolt Bohács · Gusztáv Leikep     | 1:38,51  | Bułgaria · Dejan Bonew · Paisij Lubenow · Nikołaj Buchałow · Trajczo Draganow | 1:38,68  |
| C-4 1000 m   | ZSRR · Wiktar Raniejski · Nicolae Juravschi · Jurij Hurin · Wałerij Weszko | 3:24,74  | Węgry · Attila Szabó · Ervin Hoffmann · Gáspár Boldizsár · Gusztáv Leikep | 3:26,66  | Bułgaria · Dejan Bonew · Paisij Lubenow · Nikołaj Buchałow · Trajczo Draganow | 3:27,67  |

#### Kajaki
| Konkurencja: | Złoto:                                                                            | Rezultat | Srebro:                                                                                | Rezultat | Brąz:                                                                  | Rezultat |
| K-1 500 m    | Siarhiej Kalesnik                                                                 | 1:43,58  | Mike Herbert                                                                           | 1:43,93  | Martin Hunter                                                          | 1:44,52  |
| K-1 1000 m   | Knut Holmann                                                                      | 3:33,18  | Maciej Freimut                                                                         | 3:35,29  | Philippe Boccara                                                       | 3:35,40  |
| K-1 10 000 m | Philippe Boccara                                                                  | 42:24,03 | Greg Barton                                                                            | 42:24,36 | Torsten Krentz                                                         | 42:26,64 |
| K-2 500 m    | ZSRR · Siarhiej Kalesnik · Anatolij Tiszczenko                                    | 1:33,82  | Stany Zjednoczone · Mike Herbert · Terry Kent                                          | 1:34,96  | NRD · Kay Bluhm · Torsten Gutsche                                      | 1:35,05  |
| K-2 1000 m   | NRD · Kay Bluhm · Torsten Gutsche                                                 | 3:15,77  | ZSRR · Władimir Bobrieszow · Artūras Vieta                                             | 3:16,84  | Węgry · Béla Petrovics · Gábor Szabó                                   | 3:17,05  |
| K-2 10 000 m | Wielka Brytania · Grayson Bourne · Ivan Lawler                                    | 39:28,21 | Nowa Zelandia · Paul MacDonald · Ian Ferguson                                          | 39:49,48 | ZSRR · Boris Daniłow · Władimir Możejko                                | 39:49,70 |
| K-4 500 m    | ZSRR · Ołeksandr Motuzenko · Andriej Plitkin · Oleg Gorobij · Serhij Kirsanow     | 1:25,20  | NRD · Uwe Münch · Andreas Stähle · Matthias Hoppe · André Wohllebe                     | 1:26,40  | Węgry · Béla Petrovics · Ferenc Csipes · Gyula Kajner · Attila Ábrahám | 1:27,05  |
| K-4 1000 m   | Węgry · Ferenc Csipes · László Fidel · Attila Ábrahám · Zsolt Gyulay              | 2:57,89  | ZSRR · Ołeksandr Motuzenko · Siarhiej Kalesnik · Anatolij Tiszczenko · Serhij Kirsanow | 2:58,98  | NRD · Kay Bluhm · Torsten Gutsche · André Wohllebe · Torsten Krentz    | 2:59,05  |
| K-4 10 000 m | ZSRR · Władimir Bobrieszow · Dmitrij Bańkowski · Artūras Vieta · Aleksandr Myzgin | 35:21,86 | Polska · Andrzej Gajewski · Mariusz Rutkowski · Andrzej Gryczko · Grzegorz Kaleta      | 35:24,30 | Szwecja · Gunnar Olsson · Karl Sundqvist · Peter Orban · Hans Olsson   | 35:30,63 |

### Kobiety

#### Kajaki
| Konkurencja: | Złoto:                                                             | Rezultat | Srebro:                                                            | Rezultat | Brąz:                                                                  | Rezultat |
| K-1 500 m    | Josefa Idem                                                        | 1:57,58  | Yvonne Knudsen                                                     | 1:57,87  | Katrin Borchert                                                        | 1:57,96  |
| K-1 5000 m   | Katrin Borchert                                                    | 22:34,17 | Josefa Idem                                                        | 22:35,23 | Irina Sałomykowa                                                       | 22:39,04 |
| K-2 500 m    | NRD · Anke von Seck · Ramona Portwich                              | 1:46,92  | Węgry · Éva Dónusz · Erika Mészáros                                | 1:48,45  | RFN · Katrin Borchert · Monika Bunke                                   | 1:49,34  |
| K-2 5000 m   | NRD · Anke von Seck · Ramona Portwich                              | 20:46,63 | Węgry · Éva Dónusz · Erika Mészáros                                | 20:47,16 | ZSRR · Nelli Korbukowa · Jekatierina Koniowska                         | 20:51,71 |
| K-4 500 m    | NRD · Anke von Seck · Ramona Portwich · Heike Rabenow · Silke Bull | 1:35,58  | Węgry · Rita Kőbán · Éva Dónusz · Erika Mészáros · Henriette Huber | 1:36,29  | RFN · Katrin Borchert · Monika Bunke · Catrin Fischer · Marcela Bednar | 1:37,09  |

## Klasyfikacja medalowa
| Miejsce | Państwo           | Złoto | Srebro | Brąz | Razem |
| ------- | ----------------- | ----- | ------ | ---- | ----- |
| 1       | ZSRR              | 9     | 2      | 6    | 17    |
| 2       | NRD               | 5     | 3      | 4    | 12    |
| 3       | Węgry             | 2     | 6      | 3    | 11    |
| 4       | Dania             | 1     | 1      | 0    | 2     |
| 4       | Włochy            | 1     | 1      | 0    | 2     |
| 6       | RFN               | 1     | 0      | 3    | 4     |
| 7       | Francja           | 1     | 0      | 1    | 2     |
| 8       | Norwegia          | 1     | 0      | 0    | 1     |
| 8       | Wielka Brytania   | 1     | 0      | 0    | 1     |
| 10      | Stany Zjednoczone | 0     | 3      | 0    | 3     |
| 11      | Polska            | 0     | 2      | 0    | 2     |
| 11      | Rumunia           | 0     | 2      | 0    | 2     |
| 13      | Czechosłowacja    | 0     | 1      | 0    | 1     |
| 13      | Nowa Zelandia     | 0     | 1      | 0    | 1     |
| 15      | Bułgaria          | 0     | 0      | 3    | 3     |
| 16      | Australia         | 0     | 0      | 1    | 1     |
| 16      | Szwecja           | 0     | 0      | 1    | 1     |
|         | Razem             | 22    | 22     | 22   | 66    |